# Coupe de la Ligue israélienne de football
La Coupe de la Ligue israélienne de football, aussi connue sous le nom de Toto Cup, est une compétition de football qui se déroule en Israël.
Il existe en fait une Coupe de la Ligue pour chaque division professionnelle (de 1999 à 2009, la troisième division du championnat israélien était professionnelle). 
En 2013-2014, l'édition fut annulée en raison d'un différend entre la fédération et l'organisme de paris national.

## Palmarès
| Saison    | Première division      | Deuxième division                         | Troisième division   |
| --------- | ---------------------- | ----------------------------------------- | -------------------- |
| 1984-1985 | Maccabi Yavne          | Hapoël Ashkelon                           | pas de Coupe         |
| 1985-1986 | Hapoël Petah-Tikvah    | Hapoël Hadera                             | pas de Coupe         |
| 1986-1987 | Shimshon Tel-Aviv      | Hapoël Haïfa                              | pas de Coupe         |
| 1987-1988 | Shimshon Tel-Aviv      | Hapoël Bat Yam                            | pas de Coupe         |
| 1988-1989 | Hapoël Beer-Sheva      | Hapoël Hadera                             | pas de Coupe         |
| 1989-1990 | Hapoël Petah-Tikvah    | Maccabi Petah-Tikvah                      | pas de Coupe         |
| 1990-1991 | Hapoël Petah-Tikvah    | Maccabi Petah-Tikvah                      | pas de Coupe         |
| 1991-1992 | Bnei Yehoudah Tel-Aviv | Maccabi Jaffa                             | pas de Coupe         |
| 1992-1993 | Maccabi Tel-Aviv       | Maccabi Jaffa                             | pas de Coupe         |
| 1993-1994 | Maccabi Haïfa          | Betar Tel-Aviv                            | pas de Coupe         |
| 1994-1995 | Maccabi Petah-Tikvah   | Hapoël Bat Yam                            | pas de Coupe         |
| 1995-1996 | Hapoël Beer-Sheva      | Hakoah Amidar Ramat Gan                   | pas de Coupe         |
| 1996-1997 | Bnei Yehoudah Tel-Aviv | Hakoah Amidar Ramat Gan                   | pas de Coupe         |
| 1997-1998 | Betar Jérusalem        | Maccabi Jaffa                             | pas de Coupe         |
| 1998-1999 | Maccabi Tel-Aviv       | Hakoah Amidar Ramat Gan                   | pas de Coupe         |
| 1999-2000 | Maccabi Petah-Tikvah   | Fusion avec la coupe de première division | Hapoël Ramat Gan     |
| 2000-2001 | Hapoël Haïfa           | Fusion avec la coupe de première division | Maccabi Kafr Kanna   |
| 2001-2002 | Hapoël Tel-Aviv        | Fusion avec la coupe de première division | Hapoël Ashkelon      |
| 2002-2003 | Maccabi Haïfa          | Fusion avec la coupe de première division | Hapoël Ashkelon      |
| 2003-2004 | Maccabi Petah-Tikvah   | Fusion avec la coupe de première division | Ironi Ramat HaSharon |
| 2004-2005 | Hapoël Petah-Tikvah    | Maccabi Netanya                           | Hapoël Ashkelon      |
| 2005-2006 | Maccabi Haïfa          | Hapoël Acre                               | Hapoël Ramat Gan     |
| 2006-2007 | Maccabi Herzliya       | Ironi Kiryat Shmona                       | Hapoël Ramat Gan     |
| 2007-2008 | Maccabi Haïfa          | Hapoël Petah-Tikvah                       | Ironi Kiryat Ata     |
| 2008-2009 | Maccabi Tel-Aviv       | Hapoël Beer-Sheva                         | Hapoël Marmorek      |
| 2009-2010 | Betar Jérusalem        | Ironi Kiryat Shmona                       | pas de Coupe         |
| 2010-2011 | Ironi Kiryat Shmona    | Ironi Ramat HaSharon                      | pas de Coupe         |
| 2011-2012 | Ironi Kiryat Shmona    | Hapoël Ramat Gan                          | pas de Coupe         |
| 2012-2013 | Hapoël Haïfa           | Hapoël Rishon LeZion                      | pas de Coupe         |
| 2014-2015 | Maccabi Tel-Aviv       | Hapoël Bnei Lod                           | pas de Coupe         |
| 2015-2016 | Maccabi Petah-Tikva    | Hapoël Ashkelon                           | pas de Coupe         |
| 2016-2017 | Hapoël Beer-Sheva      | Maccabi Sha'arayim                        | pas de Coupe         |
| 2017-2018 | Maccabi Tel Aviv       | Hapoël Afula                              | pas de Coupe         |
| 2018-2019 | Maccabi Tel Aviv       | Hapoël Katamon Jérusalem                  | pas de Coupe         |
| 2019-2020 | Beitar Jérusalem       | Hapoël Ramat Gan                          | pas de Coupe         |
| 2020-2021 | Maccabi Tel Aviv       | Hapoël Nof HaGalil                        | pas de Coupe         |
| 2021-2022 | Maccabi Haïfa          | Beitar Tel Aviv Bat Yam                   | pas de Coupe         |
| 2022-2023 | Maccabi Netanya        | Hapoël Rishon LeZion                      | pas de Coupe         |
| 2023-2024 | Maccabi Tel Aviv       | Ironi Tiberias                            | pas de Coupe         |
| 2024-2025 | Maccabi Tel Aviv       | Hapoël Tel Aviv                           | pas de Coupe         |